# Braun (Familienname)
Braun ist ein Familienname.

## Herkunft
Der Familienname Braun ist abgeleitet von der Farbe Braun. Wie der Name Schwarz bezog sich der Familienname ursprünglich meist auf die Haarfarbe, aber auch auf die Farbe der Augen oder der Haut.

## Varianten
Die häufigsten Varianten sind Braune, Brauner, Brauns, Bruhn, Brune, Bruns und Bruno, wobei die letzten auch von dem Vornamen Bruno abgeleitet sein können (vgl. auch Brunonen; z. B. Kloster Brunshausen bei Bad Gandersheim).

## Häufigkeit
Der Name Braun belegt Platz 24 unter den häufigsten Familiennamen.

## International
Der englische Name Brown ist gleichbedeutend. Gelegentlich änderten deutsche Einwanderer in die
USA ihren Namen von Braun in Brown.

## Adelsgeschlecht
Braun ist der Name eines alten schlesischen Adelsgeschlechts, siehe Braun (schlesisches Adelsgeschlecht), sowie eines sächsischen Adelsgeschlechts, siehe Braun (sächsisches Adelsgeschlecht).

## Sonstiges
- Mount Von Braun, Berg im Viktorialand, Antarktika
- Von Braun (Mondkrater)

## Namensträger

### A
- Adalbert Braun (1843–1915), deutscher Landwirt und Politiker
- Adam Johann Braun (1748–1827), österreichischer Maler
- Adolf Braun (Bankier) (1847–1914), deutscher Bankier
- Adolf Braun (General) (1860–1924), deutscher Generalmajor
- Adolf Braun (Politiker, 1862) (1862–1929), deutscher Politiker (SPD)
- Adolf Braun (Maler) (1918–2006), deutscher Priester und Maler
- Adolf Braun (Politiker, 1949) (* 1949), deutscher Politiker (CDU)
- Adolphe Braun (1812–1877), französischer Textildesigner und Fotograf
- Adrienne Braun (* 1966), deutsche Journalistin, Autorin und Kolumnistin
- Ákos Braun (* 1978), ungarischer Judoka
- Albert Braun (Bildhauer, 1899) (1899–1962), deutscher Bildhauer
- Albert Braun (Bildhauer, 1958) (* 1958), deutscher Bildhauer
- Albrecht Braun (Maler) (1905–1983), deutscher Maler
- Albrecht Braun (Bankmanager) (1932–2011), deutscher Bankdirektor
- Albrecht Friedrich Braun (1948–2014), deutscher Geologe
- Alexander Braun (Botaniker) (1805–1877), deutscher Botaniker
- Alexander Braun (Künstler) (* 1966), deutscher Kunsthistoriker und bildender Künstler
- Alexander Karl Hermann Braun (1822–1893), deutscher Politiker, siehe Karl Braun (Politiker, 1822)
- Alexandre Braun (1847–1935), belgischer Jurist und Politiker
- Alfons Braun (* 1940), deutscher Politiker (SPD)
- Alfred Braun (1888–1978), deutscher Rundfunkreporter und Hörspielregisseur
- Alfred Braun (Sonderpädagoge) (1926–1991), deutscher Hochschullehrer für Hör- und Sprachgeschädigtenpädagogik
- Alois Braun (Widerstandskämpfer) (1892–1963), Lehrer und Widerstandskämpfer gegen den Nationalsozialismus
- Alois Braun (Politiker) (* 1960), deutscher Politiker (CSU)
- André Braun (* 1944), luxemburgischer Bogenschütze
- Andreas Braun (Fußballspieler) (* 1960), deutscher Fußballspieler
- Andreas Braun (Paläontologe) (* 1960), deutscher Paläontologe
- Andreas Braun (Politiker) (* 1964), deutscher Politiker (Bündnis 90/Die Grünen)
- Andreas Braun (Zahnmediziner) (* 1967), deutscher Zahnmediziner
- Andreas Braun (Biathlet) (* 1985), belgischer Biathlet
- Angela Braun-Stratmann (1892–1966), deutsche Politikerin (SPD)
- Angelika Braun (* 1955), deutsche Phonetikerin und Hochschullehrerin
- Anna Braun (Naturbahnrodlerin) (* 1984), österreichische Naturbahnrodlerin
- Anna Braun-Sittarz (1892–1945), deutsche Politikerin (KPD), Gewerkschafterin und Widerstandskämpferin
- Anna Katharina Braun (* 1955), deutsche Verhaltensbiologin
- Anna Maria Braun (Medailleurin) (1642–1713), deutsche Malerin, Medailleurin und Wachsbossiererin
- Anna Maria Braun (Managerin) (* 1979), deutsche Managerin
- Annette F. Braun (1884–1978), US-amerikanische Schmetterlingskundlerin
- Anton Braun (Bischof) († 1540), deutscher Geistlicher, 1530–1540 Weihbischof in Eichstätt
- Anton Braun (Mechaniker) (1686–1728), deutscher Mechaniker und Optiker
- Anton Braun (Bildhauer), österreichischer Bildhauer
- Anton Braun (Violinist) (1729–1785), deutscher Violinist
- Anton Braun (Orgelbauer) (1776–1840), deutscher Orgelbauer
- Anton Braun (Maler), deutscher Maler
- Anton Braun (Ruderer) (* 1990), deutscher Ruderer
- Arik Braun (* 1988), deutscher Schachspieler
- Arne Braun (Staatssekretär) (* 1965), deutscher Journalist und politischer Beamter
- Arne Braun (Übersetzerin) (* 1965), deutsche Übersetzerin
- Arne Braun (Gitarrist) (* 1995), finnischer Jazzmusiker
- Arthur Braun (1906–1977), deutscher Maler und Kunstlehrer
- Artur Braun (1925–2013), deutscher Ingenieur und Industrieller
- Atischeh Hannah Braun (* 1977), deutsche Schauspielerin und Synchronsprecherin
- August Braun (Mineraloge) (1814–1883), deutscher Mineraloge und Paläontologe
- August Braun (Politiker) (1820–1879), deutscher Politiker, Reichstagsabgeordneter
- August Braun (Kirchenmaler) (1876–1956), deutscher Kirchenmaler
- August Braun (Radsportler), deutscher Radsportler
- August Ernst Braun (1783–1859), deutscher Jurist und Politiker, Mitglied der Frankfurter Nationalversammlung
- August Theodor Braun (1802–1887), deutscher Beamter und Politiker, siehe Theodor Braun (Politiker)
- August Wilhelm von Braun (1701–1770), königlich-preußischer Generalleutnant, Chef des Infanterie-Regiments Nr. 37
- Augustin Braun (ca. 1570–ca. 1622), deutscher Maler und Kupferstecher
- Axel Braun (Geograph) (* 1944), deutscher Geograph, Didaktiker und Hochschullehrer
- Axel Braun (* 1966), italienischer Pornoregisseur

### B
- Barbara Braun-Bucher (* vor 1966), Schweizer Historikerin
- Bärbel Braun (* 1945), deutsche Handballspielerin
- Beate Braun (1955–2009), deutsche Rechtswissenschaftlerin
- Beate Braun-Niehr (* 1956), deutsche Kunsthistorikerin
- Beatrice Braun-Fock (1898–1973), niederländisch-deutsche Zeichnerin und Buchillustratorin von Kinder- und Jugendbücher
- Ben Braun (* 1979), deutscher Schauspieler
- Benoît Braun (1922–1998), belgischer Schriftsteller und Journalist
- Bernd Braun (Drehbuchautor), deutscher Drehbuchautor
- Bernd Braun (Diplomat) (* 1946), deutscher Diplomat
- Bernd Braun (Schauspieler) (* 1954), deutscher Schauspieler
- Bernd Braun (Historiker) (* 1963), deutscher Historiker
- Bernhard Braun (Unternehmer) (1906–1993), deutscher Arzt, Chemiker und Unternehmer
- Bernhard Braun (Fußballspieler) (1929–2009), deutscher Fußballspieler
- Bernhard Braun (Philosoph) (* 1955), österreichischer katholischer Philosoph
- Bernhard Braun (Politiker) (* 1958), deutscher Politiker (Bündnis 90/Die Grünen)
- Bertha Bayer-Braun (1847–1909), deutsche Theaterschauspielerin
- Bettina Braun (Historikerin) (* 1963), deutsche Historikerin und Hochschullehrerin
- Bettina Braun (Historikerin) (* 1963), deutsche Historikerin
- Bettina Braun (Politikerin) (* 1969), deutsche Politikerin (Bündnis 90/Die Grünen)
- Bettina Braun (Regisseurin) (* 1969), deutsche Dokumentarfilmerin, Autorin und Regisseurin
- Bettina Braun (Linguistin) (* 1974), deutsche Sprachwissenschafterin
- Blasius Braun (1823–1883), deutscher Orgelbauer
- Bruno Braun (1891–1948), deutscher Politiker (CDU)
- Bruno O. Braun (* 1942), deutscher Ingenieur und Manager
- Brygida Braun (* 1961), deutsche Rechtsanwältin und Schauspielerin

### C
- Carin Braun (1940–1986), deutsche Schauspielerin und Regisseurin
- Carl Braun (Theologe) (1820–1877), elsässischer katholischer Theologe und Journalist
- Carl Braun (1822–1893), deutscher Politiker, siehe Karl Braun (Politiker, 1822)
- Carl Braun (Astronom) (1831–1907), deutscher Jesuit und Astronom
- Carl von Braun (1852–1928), Oberlandesgerichtspräsident in Augsburg
- Carl Braun (Sänger) (1886–1960), deutscher Sänger (Bassbariton)
- Carl Braun (Basketballspieler) (1927–2010), US-amerikanischer Basketballspieler und -trainer
- Carl Braun von Fernwald (auch Karl von Braun-Fernwald und Carl Ritter von Fernwald Braun; 1822–1891), österreichischer Gynäkologe
- Carl Adolph von Braun (1716–1795), deutscher Jurist, Reichshofrat und Rittergutsbesitzer
- Carl-Erik von Braun (1896–1981), schwedischer Tennisspieler
- Carl Friedrich Wilhelm Braun (1800–1864), deutscher Apotheker, Botaniker, Geologe und Paläontologe, siehe Karl Friedrich Wilhelm Braun
- Carl Otto Braun (auch Karl Otto Braun; 1852–1904), deutscher Maler
- Carl Wilhelm Anton Braun (1808–1894), deutscher Jurist und Politiker
- Carol Moseley Braun (* 1947), US-amerikanische Politikerin (Demokraten)
- Carola von Braun (* 1942), deutsche Politikerin (FDP)
- Carsten Braun (* 1978), deutscher Komponist und Musikpädagoge
- Christa Lindner-Braun (* 1943), deutsche Soziologin
- Christian Braun (Fußballspieler) (* 1958), österreichischer Fußballspieler
- Christian Braun (Musiker) (* 1966), deutscher Musiker
- Christian Braun (Linguist) (* 1971), deutscher Germanist und Sprachwissenschaftler
- Christian Braun (Volleyballspieler) (* 1984), deutscher Volleyballspieler
- Christian Braun (Schachspieler) (* 1986), deutscher Schachspieler
- Christian Braun (Basketballspieler) (* 2001), US-amerikanischer Basketballspieler
- Christian Renatus Braun (1714–1782), deutscher Jurist
- Christina von Braun (* 1944), deutsche Kulturwissenschaftlerin und Filmemacherin
- Christina Braun (* 1975), deutsche Lehrerin und Kinderbuchautorin
- Christof Braun (Pipo; 1921/1922–2015), deutscher Fußballspieler
- Christoph Braun (Komponist) (1828–1898), deutscher Komponist
- Christoph Braun (Nordischer Kombinierer), deutscher Nordischer Kombinierer
- Christoph Heinrich Gottlob von Braun (1714–1798), deutscher Generalmajor
- Christopher Braun (* 1991), deutscher Fußballspieler
- Clara Braun, Pseudonym eines Herausgeber von Lyrikanthologien für Frauen
- Colin Braun (* 1988), US-amerikanischer Rennfahrer
- Coloman Braun-Bogdan (1905–1983), rumänischer Fußballspieler, -trainer und -funktionär
- Constantin Braun (* 1988), deutscher Eishockeyspieler
- Csenge Braun (* 2000), ungarische Handballspielerin
- Curt Johannes Braun (1903–1961), deutscher Schriftsteller und Drehbuchautor

### D
- Dagmar Braun (Medizinerin) (* 1956), deutsche Unternehmerin, Ärztin und Hochschullehrerin
- Dagmar Braun Celeste (* 1941), österreichisch-amerikanische Theologin, First Lady von Ohio
- Dagmar Timmann-Braun (* 1962), deutsche Neurologin und Hochschullehrerin
- Dana Müller-Braun (* 1989), deutsche Autorin
- Daniel Braun (* 1992), deutscher Sachbuchautor und Informatiker
- Daniel Alexander Braun (* vor 1981), deutscher Neuroinformatiker und Hochschullehrer
- Daniela Braun (Sozialpädagogin) (* 1957), deutsche Sozialpädagogin und Hochschullehrerin
- Daniela Braun (Politologin) (* 1980), deutsche Politologin und Hochschullehrerin
- David Braun (1664–1737), deutscher Burggraf, Historiker und Bibliotheksstifter
- Dieter Braun (Rennfahrer) (* 1943), deutscher Motorradrennfahrer
- Dieter Braun (Physiker) (* 1970), deutscher Physiker
- Dieter Braun-Friderici (1927–2007), deutscher Kommunalpolitiker
- Dieter Franz Braun (1935–2014), deutscher Vizeadmiral
- Dietrich Braun (Theologe) (1928–2014), deutscher evangelischer Theologe
- Dietrich Braun (Chemiker) (1930–2021), deutscher Chemiker
- Dirk Braun (1970–2021), deutscher Bodybuilder

### E
- Eberhard Braun (1941–2006), deutscher Philosoph
- Edgar Braun (* 1939), deutscher Offizier des Ministeriums für Staatssicherheit
- Edith Braun (Sängerin) (1891–1944), deutsche Sängerin und Kabarettistin, ermordet im Vernichtungslager Auschwitz
- Edith Braun (1921–2016), deutsche Sprachwissenschaftlerin
- Edith Braun (Erziehungswissenschaftlerin) (* 1975), deutsche Hochschullehrerin für Hochschuldidaktik
- Editta Braun (* 1958), österreichische Choreographin
- Edmund Braun (Philosoph) (1928–2015), deutscher Philosoph
- Edmund Wilhelm Braun (E. W. Braun; 1870–1957), deutscher Kunsthistoriker
- Eduard Braun (Zeichner) (1902–1984), deutscher Zeichner und Holzschneider
- Eduard Karl Braun (1813–1862), deutscher Mediziner
- Egidius Braun (1925–2022), deutscher Fußballfunktionär
- Egon Braun (1906–1993), österreichischer Philosophiehistoriker und Klassischer Archäologe
- Elisabeth Braun (1887–1941), deutsche Schriftstellerin
- Elise Braun Barnett (1904–1994), österreichische Pianistin und Montessoripädagogin
- Elmar Braun (Politiker) (* 1956), deutscher Politiker (Bündnis 90/Die Grünen)
- Elmar Braun (Medienunternehmer) (* 1974), deutscher Medienunternehmer
- Emanuel Braun, österreichischer Kaufmann, siehe E. Braun & Co.
- Emil Braun (1809–1856), deutscher Klassischer Archäologe
- Emil Braun (Cellist) (1870–1954), Schweizer Cellist, Musikpädagoge und Verbandsfunktionär
- Emil Meier-Braun (1876–1930), Schweizer Architekt
- Emma Lucy Braun (1889–1971), US-amerikanische Botanikerin
- Emmy Braun (Pseudonym; 1826–1904), deutsche Kochbuchautorin
- Erasmus Braun (um 1540–1606), deutscher Bildhauer
- Erich Braun (Mediziner) (1898–1982), deutscher Mediziner und NS-Verfolgter
- Erich Braun (Politiker) (1901–1965), deutscher Kaufmann, Nationalsozialist, Mitglied des Kurhessischen Kommunallandtags
- Erich von Braun (1901–nach 1979), deutscher Forstbeamter
- Erich Braun-Egidius (1933–2021), deutscher Stiftungs- und Museumsgründer
- Ernest Braun (Technikforscher) (1925–2015), britisch-tschechisch-österreichischer Technikforscher
- Ernest Eberhard Braun (vor 1700–nach 1757), deutscher Artillerie-Offizier, Geodät und Kartograf
- Ernst Braun (Baumeister) (um 1700–nach 1762), deutscher Baumeister
- Ernst von Braun (Politiker) (1788–1863), Minister in Sachsen-Altenburg
- Ernst von Braun (General) (1816–1891), preußischer Generalleutnant
- Ernst von Braun der Jüngere (1818–1878), deutscher Archivar in Sachsen-Altenburg
- Ernst Braun (Ingenieur) (1878–1962), deutscher Ingenieur und Hochschullehrer
- Ernst Braun (Mediziner) (1893–1963), deutscher Psychiater, Neurologe und Hochschullehrer
- Ernst Braun (Politiker, 1909) (1909–1994), deutscher Politiker (SPD/SED) und Polizeibeamter
- Ernst Braun (Politiker, 1915) (1915–1992), deutscher Kommunalpolitiker
- Ernst Braun (Turner), deutscher Turner
- Ernst Braun (1925–2015), britisch-tschechisch-österreichischer Technikforscher, siehe Ernest Braun (Technikforscher)
- Ernst Albrecht Braun (1857–1916), Innen-, später Finanzminister des Großherzogtums Hessen
- Ernst-Ludwig Braun (1903–1990), deutscher Schmetterlingsforscher
- Erwin Braun (1895–1986), österreichischer Fußballschiedsrichter, siehe Eugen Braun (Schiedsrichter)
- Erwin Braun (Politiker) (1921–1981), deutscher Politiker (CDU)
- Erwin Braun (Industrieller) (1921–1992), deutscher Unternehmer
- Erwin Braun (Fußballspieler) (* 1949), deutscher Fußballspieler
- Eugen Braun (Schiedsrichter) (auch Erwin Braun; 1895–1986), österreichischer Fußballschiedsrichter
- Eugen Braun (Politiker) (1903–1975), deutscher Politiker (Zentrum/CDU)
- Eva Braun (1912–1945), Geliebte und Ehefrau von Adolf Hitler
- Eva Braun, Geburtsname von Eva Strittmatter (1930–2011), deutsche Dichterin und Schriftstellerin
- Eva Braun Levine (1916–nach 1950), polnische Überlebende des Holocaust
- Eva Andrea Braun-Holzinger, deutsche Archäologin
- Ewa Braun (* 1944), polnische Artdirectorin und Szenenbildnerin

### F
- Fabian Braun (* 1997), deutscher Herrenflorett-Fechter
- Felix Braun (1885–1973), österreichischer Schriftsteller
- Ferdinand Braun (Schriftsteller) (auch Frédéric Ferdinand Braun) (1812–1854), französischer Schriftsteller
- Ferdinand Braun (1850–1918), deutscher Physiker
- Finn Braun (* 2002), deutscher Skispringer
- Florian Braun (* 1989), deutscher Politiker
- François Braun (* 1962), französischer Politiker
- Frank Braun (1948–2021), deutscher Eishockeyspieler
- Frank F. Braun (1895–1974), deutscher Krimiautor
- Franz Braun (Journalist) († 1933), deutscher Journalist und Parteifunktionär (KPD)
- Franz Braun (Politiker, 1898) (1898–1970), deutscher Politiker (CDU) und Landrat
- Franz Braun (Zauberkünstler) (1923–2016), deutscher Zauberkünstler, Spielkartensammler und Publizist
- Franz Braun (Politiker, 1935) (1935–2019), deutscher Politiker (CDU), MdA Berlin
- Franz Christoph Braun (1766–1833), deutscher Pfarrer und Politiker
- Franziska Braun (1885–1955), erste reguläre Studentin an der Technischen Hochschule Darmstadt
- Frederik Braun (* 1967), deutscher Unternehmer
- Friedrich Braun (Verwaltungsbeamter), deutscher Verwaltungsbeamter
- Friedrich Braun (Unternehmer), deutscher Wagenfabrikant
- Friedrich Braun (Politiker, 1849) (1849–1935), deutscher Politiker (NLP), MdL Hessen
- Friedrich Braun (Theologe) (1850–1904), deutscher Theologe und Geistlicher
- Friedrich Braun (Germanist) (1862–1942), deutscher Germanist und Altertumsforscher
- Friedrich von Braun (1863–1923), deutscher Politiker (DNVP), MdR
- Friedrich Braun (Sänger) (1872–1918), Schweizer Sänger (Bariton)
- Friedrich Braun (Politiker, 1873) (1873–1960), deutscher Politiker, Oberbürgermeister von Memmingen
- Friedrich Braun (Schauspieler) (1900–1969), Schweizer Schauspieler
- Friedrich Braun-Hofer (1892–1954), Schweizer Epileptologe und Eugeniker
- Friedrich Wilhelm Braun (1800–1864), deutscher Botaniker, siehe Karl Friedrich Wilhelm Braun
- Friedrich Wilhelm Braun (1941–2025), brasilianischer Basketballspieler
- Fritz Braun (Ornithologe) (1873–1931), deutscher Lehrer und Ornithologe
- Fritz Braun (Linguist) (1892–1981), deutscher Germanist und Sprachwissenschaftler
- Fritz Braun (Radsportler), deutscher Radrennfahrer
- Fritz Braun (Chorleiter) (1930–2022), deutscher Chorleiter

### G
- Gaston Braun (1903–??), belgischer Bobsportler
- Gebhard Braun (1843–1911), deutscher Kaufmann und Politiker
- Georg Braun (1541–1622), deutscher Theologe, Topograf und Herausgeber
- Georg Braun (Politiker, 1834) (1834–1909), deutscher Politiker, MdL Kurhessen
- Georg Braun (Fotograf) (1869–1962), deutscher Fotograf
- Georg Braun (Fußballspieler) (1907–1963), österreichischer Fußballspieler und -trainer
- Georg Braun (Rennfahrer) (1918–1995), deutscher Motorradrennfahrer
- Georg Hermann Braun (1824–1885), deutscher Rittergutsbesitzer und Politiker, MdR
- Georg Moritz Braun, deutscher Politiker (NLP), MdL Sachsen
- Georg Wilhelm Braun (1834–1909), deutscher Politiker, MdL Hessen-Nassau
- Gerald Braun (* 1942), deutscher Wirtschaftspädagoge
- Gerhard Braun (Politiker) (1923–2015), deutscher Politiker (CDU)
- Gerhard Braun (Maler) (* 1927/1928), deutscher Maler
- Gerhard Braun (Musiker) (1932–2016), deutscher Flötist, Komponist und Hochschullehrer
- Gerhard O. Braun (* 1944), deutscher Geograph
- Gerrit Braun (* 1967), deutscher Unternehmer
- Gert Braun (1924–2022), deutscher Journalist
- Godehard Braun (1798–1861), deutscher Theologe und Geistlicher, Weihbischof in Trier
- Gottlieb Braun (1821–1882), deutscher Botaniker
- Gregor Braun (* 1955), deutscher Radrennfahrer
- Gretl Braun (1915–1987), deutsche Schwägerin von Adolf Hitler
- Grzegorz Braun (* 1967), polnischer Regisseur, Dozent, Drehbuchautor und Publizist
- Guido Braun (* 1970), deutscher Historiker
- Günter Braun (Komponist) (1928–2005), deutscher Komponist
- Günter Braun (Schriftsteller) (1928–2008), deutscher Schriftsteller
- Günter Braun (Verbandsfunktionär) (1928–2009), deutscher Funktionär, Hauptgeschäftsführer der Industrie- und Handelskammer Berlin
- Günther Braun (Politiker) (1916–2004), deutscher Politiker (SED), OB von Schwerin
- Günther Braun (Manager) (* 1958), deutscher Manager
- Günther E. Braun (* 1948), deutscher Wirtschaftswissenschaftler und Hochschullehrer
- Gustaf Braun von Stumm (1890–1963), deutscher Diplomat
- Gustav Braun (Naturhistoriker) (1826–1913), böhmischer, k. k. österreichischer Naturhistoriker und Botaniker
- Gustav Braun (Mediziner) (1829–1911), k. k. österreichischer Gynäkologe und Geburtshelfer
- Gustav Braun (Geograph) (1881–1940), deutscher Geograph
- Gustav Braun (Manager) (1889–1958), Betriebsdirektor bei J. A. Topf & Söhne

### H
- Hamid Reza Braun (* 1967), deutsch-iranischer Philosoph
- Hannes W. Braun (1901–1984), deutscher Schauspieler
- Hanns Braun (Leichtathlet) (1886–1918), deutscher Leichtathlet und Bildhauer
- Hanns Braun (Journalist) (1893–1966), deutscher Journalist, Redakteur und Buchautor
- Hanns Maria Braun (Pseudonym Johann Gottlieb Dietrich; 1910–1979), deutscher Schriftsteller, Redakteur und Regisseur
- Hans Braun (Kunstgießer) (1588–1639), deutscher Kunstgießer
- Hans Braun (Gewerkschafter) (1861–1907), deutscher christlicher Gewerkschafter
- Hans Braun (Ingenieur) (?–1929), österreichischer Ingenieur und Naturschützer
- Hans Braun (General) (1867–1929), bayerischer Generalmajor
- Hans Braun (Apotheker) (1869–nach 1936), deutscher Apotheker, Genealoge und Schriftsteller
- Hans Braun (Architekt) (1887–1961), deutscher Architekt
- Hans Braun (Biologe) (1896–1969), deutscher Biologe und Hochschullehrer
- Hans Braun (Maler) (1903–1956), deutscher Maler und Lithograf
- Hans Braun (Sänger) (1917–1992), österreichischer Opernsänger (Bariton)
- Hans Braun (Illustrator) (1925–2011), deutscher Gestalter und Sammler von Filmplakaten
- Hans Braun (Automobildesigner) (1935–2021), deutscher Automobil-Innendesigner und Rennfahrer
- Hans Braun (Soziologe) (* 1941), deutscher Soziologe
- Hans Braun-Bessin (eigentlich Hans Braun; 1883–1945), deutscher Schriftsteller
- Hans Emil Braun (auch Hans Emil Braun-Kirchberg; 1887–1971), deutscher Maler und Radierer
- Hans-Gert Braun (* 1942), deutscher Wirtschaftswissenschaftler und Hochschullehrer
- Hans-Joachim Braun (Historiker) (* 1943), deutscher Historiker und Hochschullehrer
- Hans-Joachim Braun (Politiker) (1950–2011), deutscher Politiker (SPD)
- Hans Peter Braun (1935–2000), deutscher Politiker (CDU) und Landrat
- Hans-Peter Braun (Musiker) (* 1950), deutscher Kirchenmusiker, Organist, Komponist und Hochschullehrer
- Hans-Peter Braun (Biologe) (* 1962), deutscher Biologe, Pflanzengenetiker und Hochschullehrer
- Hans-Werner Braun, deutsch-amerikanischer Internetpionier
- Hans Wolfgang Braun (1609–nach 1653), deutscher Kanonengießer
- Harald Braun (1901–1960), deutscher Regisseur, Filmproduzent und Drehbuchautor
- Harald Braun (Diplomat) (* 1952), deutscher Diplomat
- Harald Braun (Journalist) (* 1960), deutscher Journalist und Autor
- Harry Braun (1908–1979), deutscher Dermatologe
- Havana Joy Braun (* 2000), deutsch-türkische Schauspielerin
- Heinrich Braun (Bildungsreformer) (1732–1792), deutscher Schulreformer
- Heinrich Braun (Mediziner, 1847) (1847–1911), deutscher Chirurg und Hochschullehrer und Pionier der Magenchirurgie
- Heinrich Braun (Botaniker) (1851–1920), österreichischer Botaniker
- Heinrich Braun (Maler) (1852–1892), deutscher Maler und Illustrator
- Heinrich Braun (Publizist) (1854–1927), deutscher Publizist
- Heinrich Braun (Mediziner, 1862) (1862–1934), deutscher Chirurg, Hochschullehrer und Anästhesiepionier
- Heinrich Braun (Informatiker) (* 1959), deutscher Informatiker und Hochschullehrer
- Heinrich Braun-Angott (1909–nach 1971), deutscher Unternehmer
- Heinrich Gottlob von Braun (1717–1798), deutscher General der Infanterie
- Heinrich Suso Braun (1904–1977), deutscher Philosoph und Theologe
- Heinz Braun (Politiker) (1888–1962), deutscher Jurist und Politiker (SPS)
- Heinz Adolfowitsch Braun (1919–?), sowjetischer Schauspieler und Ansager deutscher Herkunft
- Heinz Braun (Botaniker) (1915–1995), deutscher Botaniker
- Heinz Braun (Maler) (1938–1986), deutscher Maler und Schauspieler
- Heinz-Josef Braun (* 1957), deutscher Musiker, Schauspieler und Kabarettist
- Hel Braun (1914–1986), deutsche Mathematikerin
- Helga Pfeil-Braun (1925–2016), deutsche Buchautorin und Pionierin im Bereich der Büro-Etikette
- Helge Braun (* 1972), deutscher Politiker (CDU)
- Hellmut Braun (1913–2008), deutscher Orientalist und Bibliothekar
- Hellmuth Braun-Scharm (* 1953), deutscher Kinder- und Jugendpsychiater und Fachautor
- Helmut Braun (Bildhauer) (* 1925), deutscher Bildhauer
- Helmut Braun (Politiker) (* 1934), österreichischer Politiker (SPÖ)
- Helmut Braun (Sozialpädagoge) (1948–2014), deutscher Sozialpädagoge und Verbandsfunktionär
- Helmut Braun (Verleger) (* 1948), deutscher Verleger, Herausgeber und Publizist
- Helmut Braun (Kunsthistoriker) (* 1961), deutscher Kunsthistoriker und Kirchenrat, Kunstreferent
- Helmut Josef Braun (1924–2010), deutscher Forstwissenschaftler und Hochschullehrer
- Helmuth F. Braun (* 1949), deutscher Museologe und Ausstellungsleiter
- Herbert Braun (1903–1991), deutscher Theologe
- Herman Braun-Vega (1933–2019), französisch-peruanischer Maler
- Hermann Braun (1824–1885), deutscher Rittergutsbesitzer und Politiker, MdR, siehe Georg Hermann Braun
- Hermann Braun (Theologe) (genannt Der Krüppelvater; 1845–1931), deutscher Theologe
- Hermann Braun (Maler) (1862–1908), deutscher Maler und Grafiker
- Hermann Braun (Rennfahrer) (1874–1942), deutscher Automobilrennfahrer
- Hermann Braun (Kreisdirektor) (1882–1948), deutscher Verwaltungsjurist
- Hermann Braun (Volkskundler) (1909–2005), deutscher Volkskundler und Politiker
- Hermann Braun (Mediziner) (1916–1995), deutscher Arzt
- Hermann Braun (Schauspieler) (1917–1945), deutscher Schauspieler
- Hermann Braun (Eiskunstläufer) (1925–2002), deutscher Eiskunstläufer
- Hermann Braun (Philosoph) (* 1932), deutscher Philosoph und Hochschullehrer
- Hermann-Josef Braun (* 1953), deutscher Historiker und Archivar
- Hildebrecht Braun (* 1944), deutscher Politiker (FDP)
- Hubert Braun (Bobfahrer) (* 1939), deutscher Bobfahrer
- Hubert Braun (Agrarwissenschaftler) (* 1953), deutscher Forst- und Agrarwissenschaftler und Hochschullehrer
- Hugo Braun (1881–1963), deutscher Mikrobiologe

### I
- Ilja Braun (* 1970), deutscher Übersetzer
- Ilse Braun (1909–1979), deutsche Schwägerin von Adolf Hitler
- Ingrid Braun (* 1946), deutsche Schauspielerin und Hörspielsprecherin
- Irmgard Braun (* 1952), deutsche Kletterin und Buchautorin.
- Isabella Braun (1815–1886), deutsche Jugendbuchautorin

### J
- Jacob Braun, US-amerikanischer Cellist
- Jakob Braun (Mediziner) (1792–1866), deutscher Spitalarzt und Honorarprofessor
- Jakob Braun (Blindenpädagoge) (1795–1839), österreichischer Blindenpädagoge
- Jakob Braun (Soziologe) (1939–2018), deutscher Soziologe
- Jakob Emil Meier-Braun (1876–1930), Schweizer Architekt
- Jana Braun (* 1998), deutsche Fußballspielerin
- Jasmine Braun (* 1988), luxemburgische Schriftstellerin
- Jean Daniel Braun (um 1703–1738), französischer Flötist und Komponist
- Jella Braun-Fernwald (1894–1965), österreichische Sängerin (Alt)
- Jennifer Braun (* 1991), deutsche Sängerin
- Jessica Braun (* 1975), deutsche Journalistin und Autorin
- Jerzy Braun (1911–1968), polnischer Ruderer
- Joachim von Braun (Jurist, 1587) (1587–1659), deutscher Jurist, Gesandter bei den Westfälischen Friedensverhandlungen
- Joachim Braun (Pfarrer) (1904–2003), deutscher Theologe und Pfarrer
- Joachim von Braun (Jurist) (1905–1974), deutscher Jurist
- Joachim Braun (Musikwissenschaftler) (1929–2013), lettisch-israelischer Violinist und Musikwissenschaftler
- Joachim Braun (Journalist, 1939) (* 1939), deutscher Journalist
- Joachim Braun (Soziologe) (1945–2022), deutscher Soziologe
- Joachim von Braun (Agrarwissenschaftler) (* 1950), deutscher Agrarwissenschaftler
- Joachim Braun (Tiermediziner) (* 1951), deutscher Veterinärmediziner und Hochschullehrer
- Joachim Braun (Autor) (* 1960), deutscher Autor und Psychotherapeut
- Joachim Braun (Journalist, 1965) (* 1965), deutscher Journalist
- Jochen W. Braun (* 1942), deutscher Kaufmann und Autor
- Johann Braun (Violinist) (1753–1811), deutscher Violinist
- Johann von Braun (1867–1938), deutscher Generalleutnant
- Johann Braun (Kreisleiter) (1896–1948), österreichischer NSDAP-Kreisleiter
- Johann Braun (Rechtswissenschaftler) (1946–2023), deutscher Rechtswissenschaftler und Rechtsphilosoph
- Johann Adam Braun (Schriftsteller) (1753–1787), deutscher Schriftsteller
- Johann Adam Braun (Theologe) (1765–um 1808), deutscher Theologe und Arzt
- Johann Balthasar Braun (1643/1644–1688), deutscher Jurist und Hochschullehrer
- Johann Bernhard Braun (1794–1843), deutscher Tuchfabrikant, Mitglied der kurhessischen Ständeversammlung
- Johann Carl Ludwig Braun (1771–1835), deutscher Generalleutnant
- Johann Daniel Braun (Jurist) (1735–??), deutscher Jurist und Hochschullehrer
- Johann Daniel Braun (Musiker) (1767–1832), deutscher Cellist
- Johann Friedrich von Braun (1722–1799), deutscher Soldat, Sachbuchautor und Rittergutsbesitzer
- Johann Friedrich Braun (1759–1824), deutscher Komponist und Musiker
- Johann Georg Braun (Komponist, 1656) (1656–1687), deutscher Komponist und Dichter
- Johann Georg Franz Braun (vor 1630–1678), österreichisch-deutscher Komponist
- Johann Wilhelm Braun (Bildhauer) (1796–1863), deutscher Bildhauer
- Johann Wilhelm Braun (Historiker) (* 1940), Historiker
- Johann Wilhelm Joseph Braun (1801–1863), deutscher Theologe und Kirchenhistoriker
- Johanna Braun (1929–2008), deutsche Schriftstellerin
- Johanna Braun (Journalistin), deutsche Journalistin
- Johannes Braun (Stiftsvikar) (um 1450–nach 1516), Priester, Stiftsvikar in Eisenach, Vertrauter Martin Luthers
- Johannes Braun (Theologe) (1628–1708), niederländischer Theologe
- Johannes Braun (Gärtner) (1859–1893), deutscher Gärtner und Forschungsreisender, Sohn von  Alexander Braun (Botaniker)
- Johannes Braun (1861–1907), deutscher christlicher Gewerkschafter siehe Hans Braun (Gewerkschafter)
- Johannes Braun (Bischof) (1919–2004), deutscher Geistlicher, Apostolischer Administrator in Magdeburg
- Johannes Braun (Schachspieler), deutscher Fernschachspieler
- Johannes Braun (Musiker) (* 1992), deutscher Singer-Songwriter und Komponist
- Josef Braun (Jurist) (1849–1922), deutscher Jurist
- Josef Braun (Politiker, 1889) (1889–1955), deutscher Politiker (CDU)
- Josef Braun (Politiker, 1892) (1892–1971), deutscher Politiker (CSU)
- Josef Braun (Maler) (1903–1965), deutscher Maler, Neffe von August Braun
- Josef Braun (Politiker, 1907) (1907–1966), deutscher Politiker (SPD)
- Josef Adam Braun (1712–1768), deutsch-russischer Physiker und Hochschullehrer
- Joseph Braun (1801–1863), deutscher Theologe und Kirchenhistoriker, siehe Johann Wilhelm Joseph Braun
- Joseph Braun (Sänger) (um 1812–1883), deutscher Opernsänger (Tenor)
- Joseph Braun (Schriftsteller) (1818–1847), deutscher Schriftsteller
- Joseph Braun (Theologe, 1823) (1823–1898), deutscher Theologe und Schriftsteller
- Joseph Braun (Theologe, 1857) (1857–1947), deutscher Theologe und Kunsthistoriker
- Josias Braun-Blanquet (1884–1980), Schweizer Botaniker
- Josy Braun (1938–2012), luxemburgischer Journalist und Schriftsteller
- József Braun (1901–1943), ungarischer Fußballspieler und Fußballtrainer
- Judith Braun (Schauspielerin) (* 1930), US-amerikanische Schauspielerin
- Judith Braun (Sängerin) (* 1972), deutsche Opernsängerin (Mezzosopranistin/dramatischer Sopran)
- Julian Braun (* 1995), deutscher Radrennfahrer
- Juliane Ludwig-Braun (1903–1957), österreichische Schriftstellerin
- Julie Braun-Vogelstein (1883–1971), deutsche Kunsthistorikerin, Journalistin und Schriftstellerin
- Julius Braun (Politiker) (1808–1874), deutscher Rittergutsbesitzer und Politiker
- Julius Braun (Dichter) (1821–1878), deutscher Badearzt und Dichter
- Julius Braun (Kunsthistoriker) (1825–1869), deutscher Kunsthistoriker und Hochschullehrer
- Julius von Braun (Generalmajor) (1864–1933), deutscher Generalmajor
- Julius von Braun (Landrat) (1868–1931), deutscher Verwaltungsbeamter
- Julius von Braun (Chemiker) (1875–1939), deutscher Chemiker
- Julius Braun (Generalleutnant) (1895–1962), deutscher Generalleutnant
- Julius W. Braun (1843–1895), deutscher Literaturhistoriker und Schriftsteller
- Jürgen Braun (Maler) (* 1947), deutscher Maler
- Jürgen Braun (Mediziner) (* 1953), deutscher Rheumatologe
- Jürgen Braun (Politiker) (* 1961), deutscher Politiker (AfD)
- Justin Braun (Eishockeyspieler) (* 1987), US-amerikanischer Eishockeyspieler
- Justin Braun (Fußballspieler) (* 1987), US-amerikanischer Fußballspieler
- Justus Braun (1765–1830), deutscher Bürgermeister und Landstand
- Jutta Braun (* 1967), deutsche Historikerin

### K
- Karin Maria Braun (* 1938), rumänisch-deutsche Grafikerin
- Karl Braun (Politiker, 1807) (1807–1868), deutscher Politiker (Sachsen)
- Karl Braun (Politiker, 1822) (1822–1893), deutscher Politiker (Nassau)
- Karl Braun (Mediziner) (1823–1891), österreichischer Gynäkologe
- Karl von Braun (1832–1903), deutscher Jurist und Richter
- Karl Braun (Politiker, 1870) (1870–1931), Schweizer Politiker (KVP)
- Karl Braun (Botaniker) (1870–1935), deutscher Botaniker und Phytopathologe
- Karl Braun (Schauspieler, I), deutscher Schauspieler
- Karl Braun (Unternehmer), deutscher Unternehmensgründer, siehe Braun Photo Technik
- Karl Braun (Politiker, 1897) (1897–1983), deutscher Politiker (SPD)
- Karl Braun (Rennfahrer) (1902–1937), deutscher Motorradrennfahrer
- Karl Braun (Bischof) (* 1930), deutscher Geistlicher, Erzbischof von Bamberg
- Karl Braun (Ethnologe) (* 1952), deutscher Volkskundler und Hochschullehrer
- Karl Braun (Schauspieler, II), deutscher Schauspieler
- Karl Anton Philipp Braun (1788–1835), deutscher Oboist und Komponist
- Karl Ferdinand Braun (1850–1918), deutscher Physiker und Elektrotechniker, siehe Ferdinand Braun
- Karl Friedrich Wilhelm Braun (1800–1864), deutscher Apotheker, Botaniker, Geologe und Paläontologe
- Karlheinz Braun (* 1932), deutscher Verleger
- Karl-Heinz Braun (Pädagoge) (* 1948), deutscher Pädagoge und Politikwissenschaftler
- Karl-Heinz Braun (Theologe) (* 1955), deutscher Theologe und Kirchenhistoriker
- Karl-Heinz Meier-Braun (* 1950), deutscher Journalist und Autor
- Karl Johann Braun von Braunthal (1802–1866), deutscher Schriftsteller
- Karl Johann Heinrich Ernst von Braun (1788–1863), deutscher Politiker
- Karl Ludwig Braun (1796–1868), deutscher Mediziner
- Karl Otto Braun (Heimatforscher) (1873–1953), deutscher Heimatpfleger und Museumsgründer
- Karl Otto Braun (Diplomat) (1910–1988), deutscher Diplomat und Historiker
- Karl-Theodor Braun (1909–1994), deutscher Schiffbauingenieur und Hochschullehrer
- Karl-Walter Braun (* 1945), Schweizer Unternehmer, siehe Maxon Motor
- Karola Rück-Braun (* vor 1965), deutsche Chemikerin und Hochschullehrerin
- Kaspar Braun (1807–1877), deutscher Maler, Holzschneider und Verleger
- Katharina Braun, Geburtsname von Catharina Brouwer (1778–1855), niederländische Opernsängerin (Sopran)
- Katharina Braun (Malerin) (1894–1989), deutsche Lehrerin, Grafikerin und Malerin
- Käthe Braun (Schauspielerin) (Katharina Braun; 1913–1994), deutsche Schauspielerin
- Käthe Braun-Prager (Katharina Maria Braun; 1888–1967), österreichische Schriftstellerin und Malerin
- Katinka Braun (Katharina Maria Louise Braun; 1799–1832), deutsche Opernsängerin (Sopran) und Pianistin
- Kazimierz Braun (* 1936), polnischer Theaterregisseur, -wissenschaftler und -pädagoge
- Kerstin Braun (* 1970), deutsche Fotografin
- Kim Braun (* 1997), deutsche Handballspielerin
- Kira Braun (* 1995), deutsche Politikerin (SPD)
- Klaus Braun-Heilmann (* 1944), deutscher Batikkünstler
- Klaus Neumann-Braun (* 1952), deutscher Soziologe und Kommunikationswissenschaftler
- Klaus Dieter Braun (* 1940), deutscher Unternehmer
- Klaus-Peter Braun (1958–1981), deutscher Grenzsoldat
- Konrad Braun (1491–1563), deutscher Theologe
- Kurt Braun (Ökonom) (1897–1985), deutschamerikanischer Arbeitsökonom
- Kurt Braun (Tischtennisspieler) (1921–1990), deutscher Tischtennisspieler
- Kurt Günther Braun (1905–1945), deutscher Landrat
- Kurt Johannes Braun (1903–1961), deutscher Schriftsteller und Drehbuchautor, siehe Curt Johannes Braun

### L
- Lasse Braun (1936–2015), französisch-italienischer Filmregisseur
- Laurin Braun (* 1991), deutscher Eishockeyspieler
- Lena Braun (* 1961), deutsche Künstlerin und Autorin
- Leo Braun (Maler) (* 1942), Schweizer Maler und Zeichner
- Leo Hubert Braun (1891–1969), deutscher Maler und Grafiker
- Lilian Jackson Braun (1913–2011), US-amerikanische Schriftstellerin
- Lily Braun (1865–1916), deutsche Frauenrechtlerin und Schriftstellerin
- Lioba Braun (* 1957), deutsche Sängerin (Alt, Mezzosopran, Sopran) und Hochschullehrerin
- Lisa Braun, deutsche Synchronsprecherin und Schauspielerin
- Lothar Braun (1904–1991), Pseudonym des österreichischen Schriftstellers und Musikwissenschaftlers Alfred Baumgartner (Musikwissenschaftler)
- Lothar Braun (Richter) (1940–2023), Richter a. D., Erster Vorsitzender des Historischen Vereins Bamberg
- Lothar Braun (Leichtathlet), deutscher Leichtathlet (Teilnehmer der Deutschen Leichtathletik-Meisterschaften 1990)
- Louis Braun (1836–1916), deutscher Maler
- Lucien Braun (1923–2020), französischer Philosophiehistoriker und Hochschullehrer
- Ludwig von Braun (1762–1847), österreichischer Diplomat und Pianist
- Ludwig Braun (Altphilologe) (* 1943), deutscher Altphilologe
- Ludwig Albrecht Braun (1797–1869), deutscher Politiker, MdL Hessen
- Ludwig Georg Braun (* 1943), deutscher Unternehmer
- Luitpold Braun (* 1950), deutscher Politiker (CSU)
- Lutz Braun (Architekt) (1960–2022), deutscher Architekt
- Lutz Braun (* 1966), deutscher Fußballspieler
- Luzia Braun (* 1954), deutsche Filmemacherin und Moderatorin

### M
- Magnus von Braun (Politiker) (1878–1972), deutscher Verwaltungsjurist und Politiker (DNVP)
- Magnus von Braun (Ingenieur) (1919–2003), deutscher Chemieingenieur und Raketenkonstrukteur
- Maike Braun (* 1962), deutsche Autorin
- Manfred Braun (1928–2023), deutscher Politiker (SPD)
- Manfred Braun (Manager) (* 1952), deutscher Medienmanager
- Manuel Braun (* 2005), deutscher Fußballspieler
- Mara Braun (* 1978), deutsche Schriftstellerin, siehe Mara Pfeiffer
- Marco Braun (* 1980), österreichischer Schauspieler
- Marcus Braun (* 1971), deutscher Schriftsteller
- Mareike Braun (* 2000), deutsche Biathletin
- Margarete Braun (Theologin) (1893–1966), deutsche Theologin
- Margarete Wagner-Braun (* 1957), deutsche Historikerin
- Margrit von Braun (* 1952), US-amerikanische Umweltwissenschaftlerin
- Maria Braun (1896–1950), deutsche Zeichnerin und Holzschneiderin
- Marie Braun (1911–1982), niederländische Schwimmerin
- Marina Braun (* 1960), deutsche Schauspielerin und Moderatorin
- Mark Braun (Architekt) (1962–2008), deutscher Architekt
- Mark Braun (Designer) (* 1975), deutscher Designer und Hochschullehrer
- Markus Braun (Komponist) (1950–2014), Schweizer Komponist, Organist, Pianist
- Markus Braun (Handballspieler) (* 1959), Schweizer Handballspieler
- Markus Braun (Verleger) (Markus Sebastian  Braun; * 1966), deutscher Verleger
- Markus Braun (Unternehmer) (* 1969), österreichischer Unternehmer
- Markus Braun (Musiker) (* 1981), deutscher Jazzmusiker und Toningenieur
- Martin Braun (Orgelbauer) (1808–1892), deutscher Orgelbauer
- Martin Braun (Fußballspieler) (* 1968), deutscher Fußballspieler
- Martina Braun (* 1960), deutsche Politikerin (Bündnis 90/Die Grünen)
- Marvin Braun (* 1982), deutscher Fußballspieler
- Matthäus Braun (1737–1819), deutscher Dichter
- Mattias Braun (* 1933), deutscher Dramatiker
- Matthias Braun (Geistlicher) (1888–1975), deutscher Priester und Missionar
- Matthias Braun (Literaturwissenschaftler) (* 1949), deutscher Theater- und Literaturwissenschaftler
- Matthias Braun (Politiker) (* 1959), deutscher Politiker (CDU), Bürgermeister von Oberkirch
- Matthias Braun (Geograph) (* 1970), deutscher Geograph und Hochschullehrer
- Matthias Bernhard Braun (1684–1738), österreichischer Bildhauer
- Matthias Nicolaus Braun (1684–1737), deutscher Jurist
- Matti Braun (* 1968), deutscher Künstler
- Mattias Braun (* 1933), deutscher Dramatiker
- Max Braun (Zoologe) (Maximilian Christian Gustav Carl Braun; 1850–1930), deutscher Zoologe
- Max Braun (Pfarrer) (Max Benno Adolf Wilhelm Braun; 1859–1925), deutscher Theologe, Pfarrer und Pädagoge
- Max Braun (Leichtathlet) (1883–1967), US-amerikanischer Leichtathlet
- Max Braun (Ingenieur) (1890–1951), deutscher Unternehmensgründer
- Max Braun (Politiker) (Mathias Josef Braun; 1892–1945), deutscher Politiker
- Max Braun (Musiker) (1902–nach 1965), deutscher Cellist
- Max Braun-Rühling (1874–1967), deutscher Schriftsteller und Dramatiker
- Maxim Braun (* 1993), kasachischer Biathlet
- Maximilian Braun (Slawist) (1903–1984), deutscher Philologe und Slawist
- Maximilian Braun (Philologe) (1965–2015), deutscher Klassischer Philologe
- Maximilian Braun (Schauspieler) (* 1996), deutscher Schauspieler
- Maximilian Christian Gustav Carl Braun (1850–1930), deutscher Zoologe, siehe Max Braun (Zoologe)
- Meinrad Braun (* 1953), deutscher Autor
- Michael Braun (Unternehmer) (1866–1954), deutscher Unternehmer
- Michael Braun (Regisseur) (1930–2014), deutscher Regisseur und Drehbuchautor
- Michael Braun (Produzent) (1947–2024), deutscher Filmproduzent und Moderator der Michael Braun Talkshow
- Michael Braun (Fußballspieler, 1950) (* 1950), deutscher Fußballspieler
- Michael Braun (Journalist, 1952) (* 1952), deutscher Moderator und Journalist
- Michael Braun (* 1954), US‐amerikanischer Politiker (Republikanische Partei) und Unternehmer, siehe Mike Braun
- Michael Braun (Politiker) (* 1956), deutscher Politiker (CDU)
- Michael Braun (Journalist, 1957) (* 1957), deutscher Zeitungsjournalist und Buchautor
- Michael Braun (Literaturkritiker) (1958–2022), deutscher Literaturkritiker und Herausgeber
- Michael Braun (Fußballspieler, 1958) (* 1958), deutscher Fußballspieler
- Michael Braun (Literaturwissenschaftler) (* 1964), deutscher Literaturwissenschaftler und Germanist
- Michael Braun Alexander (eigentlich Michael Braun; * 1968), deutscher Journalist und Schriftsteller
- Michaela Braun (* 1973), deutsche Psychologin und Autorin
- Michel Braun (Maler) (* 1939), Schweizer Maler
- Michel Braun-Schlentz (1930–2021), luxemburgischer Sportschütze
- Mike Braun (* 1954), US-amerikanischer Politiker
- Monika Braun (* 1952), Schweizer Malerin und Grafikerin
- Monique Braun (* 1989), deutsche Fußballspielerin
- Moritz Braun († 1923), deutscher Politiker und Schneidermeister

### N
- Nadja Braun Binder (* 1975), Schweizer Juristin
- Nicholas Braun (* 1988), US-amerikanischer Schauspieler
- Nick Braun (* 2000), belgisch-deutscher Handballspieler
- Nico Braun (* 1950), Luxemburger Fußballspieler
- Nicolaus Braun (1558–1639), deutscher Physiker und Mediziner
- Nikolaus Braun (1900–1950), deutscher Maler
- Norman Braun (Architekt) (1912–1986), deutscher Architekt
- Norman Braun (Soziologe) (1959–2013), deutscher Soziologe
- Norbert Braun (Unternehmer) (* 1950), deutscher Unternehmer
- Norbert Braun (Schauspieler) (* 1952), deutscher Schauspieler

### O
- Odilo Braun (1899–1981), deutscher Dominikanerpater
- Oliver Braun (* 1973), deutscher Sportmanager und Basketballspieler
- Oscar Braun (Maler) (1909–?), deutscher Maler
- Oskar Braun (Theologe) (auch Oscar Braun; 1862–1931), deutscher Theologe und Hochschullehrer
- Oskar Braun (Sänger) (auch Oscar Braun; 1867–1944), österreichischer Opernsänger (Tenor) und Schauspieler
- Oskar Braun (Ökonomieverwalter) (1898–1974), deutscher Ökonomieverwalter
- Ottmar Braun (1944–2022), deutsch-luxemburgischer Journalist
- Ottmar L. Braun (* 1961), deutscher Psychologe und Hochschullehrer
- Otto Braun (Journalist) (1824–1900), deutscher Journalist
- Otto Braun (Verwaltungsbeamter) (1852–1906), deutscher Verwaltungsbeamter
- Otto Braun (1872–1955), deutscher Politiker (SPD)
- Otto Braun (Politiker, 1882) (1882–1969), deutscher Politiker, Landrat und Bürgermeister in Angerburg
- Otto Braun (Philosoph) (1885–1922), deutscher Philosoph und Pädagoge
- Otto Braun (Politiker, III), deutscher Bergmann und Politiker (SED), MdL Sachsen
- Otto Braun (Lyriker) (1897–1918), deutscher Schriftsteller
- Otto Braun (Parteifunktionär) (1900–1974), deutscher Schriftsteller und Parteifunktionär (KPD, SED)
- Otto Braun (Politiker, 1904) (1904–1986), deutscher Unternehmer und Politiker (FDP)
- Otto Braun-Falco (1922–2018), deutscher Dermatologe
- Otto Philipp Braun (1798–1869), bolivianischer Politiker
- Otto Rudolf Braun (1931–2016), österreichischer Autor

### P
- Patrick Braun (* 1973), deutscher Schauspieler und Sprecher
- Paul von Braun (1820–1892), deutscher Verwaltungsjurist und Politiker
- Paul Braun (Goldschmied) († 1894), deutscher Goldschmied
- Paul Braun (Schauspieler), Schauspieler
- Paul Braun, Pseudonym von Wilhelm Guddorf (1902–1943), deutscher Journalist, Übersetzer und Widerstandskämpfer
- Paul Braun (Polizist) (1926–2000), deutscher Polizist
- Paul Braun (Bildhauer), US-amerikanischer Bildhauer
- Paul V. Braun, US-amerikanischer Physiker, Materialwissenschaftler und Hochschullehrer
- Paulus von Braun (1842–1924), deutscher Theologe
- Peggy Braun (* 1968), deutsche Veterinärmedizinerin und Hochschullehrerin für Lebensmittelhygiene und Verbraucherschutz
- Peter von Braun (1758–1819), österreichischer Adliger und Unternehmer
- Peter Braun (Politiker, I), deutscher Politiker (LDP), MdV
- Peter Braun (Sprachwissenschaftler) (1927–2012), deutscher Sprachwissenschaftler und Hochschullehrer
- Peter Braun (Politiker, 1941) (* 1941), deutscher Politiker (SPD), MdL Bayern
- Peter Braun (Politiker, 1950) (* 1950), deutscher Politiker (FDP), MdBB
- Peter Braun (Tennisspieler), australischer Tennisspieler
- Peter Braun (Pomologe), deutscher Pomologe und Hochschullehrer für Obstbau
- Peter Braun (Autor) (1960–2016), deutscher Schriftsteller und Journalist
- Peter Braun (Leichtathlet) (* 1962), deutscher Leichtathlet
- Peter Braun (Illustrator) (* 1970), deutscher Illustrator
- Peter Braun-Angott (* 1940), deutscher Hochschullehrer für technische Mathematik
- Peter Braun-Feldweg (* 1967), deutscher Pianist und Hochschullehrer
- Peter Braun-Munzinger (* 1946), deutscher Physiker
- Peter Leonhard Braun (* 1929), deutscher Autor und Hörfunkredakteur
- Peter Michael Braun (1936–2019), deutscher Komponist
- Peter Paul Braun (1807–1888), deutscher Orgelbauer
- Peter Viktor Braun (1825–1882), deutscher Priester
- Philipp Braun (Theologe) (1654–1735), deutscher Geistlicher, Kirchenrechtler und Hochschullehrer
- Philipp Braun (Pädagoge) (1844–1929), deutscher Lehrer und Altphilologe
- Philipp Braun (Aktivist) (* 1967), deutscher LGBT-Aktivist
- Pierre Josef Braun (* 1959), deutscher Agraringenieur und Botaniker
- Pieter Braun (* 1993), niederländischer Zehnkämpfer
- Pinkas Braun (1923–2008), Schweizer Schauspieler und Übersetzer
- Placidus Braun (1756–1829), deutscher Pater und Kirchenhistoriker
- Pola Braun (um 1910–1943), polnische Komponistin, Pianistin und Dichterin
- Priska M. Thomas Braun (* 1954), Schweizer Journalistin und Schriftstellerin

### R
- Rainer Braun (Sportjournalist) (* 1940), deutscher Sportjournalist, Buchautor und Amateurrennfahrer
- Rainer Braun (Pharmazeut) (* 1941), deutscher Pharmazeut
- Rainer Braun (Publizist) (1954/55–2022), deutscher Publizist und Medienkritiker
- Ralf Braun (* 1973), deutscher Schwimmer
- Reiner Braun (Politiker) (* 1948), deutscher Politiker (SPD)
- Reiner Braun (Aktivist) (* 1952), deutscher Aktivist und Autor
- Reiner Braun (Volkswirt) (* 1967), deutscher Volkswirt
- Reiner Braun (Theologe) (* 1968), deutscher Theologe und Historiker
- Reiner Willibald Braun (* 1961), promovierter Kirchenhistoriker und Priester der Erzdiözese München und Freising
- Reinhard Braun (1902–1981), deutscher Augenarzt und Hochschullehrer
- Reinhart Braun (1926–2016), deutscher Grafiker und Hochschullehrer
- Reinhold Braun (Maler, 1821) (1821–1884), deutscher Maler
- Reinhold Braun (Schriftsteller, 1879) (1879–1959), deutscher Schriftsteller
- Reinhold Braun (Schriftsteller, 1921) (* 1921), deutscher Schriftsteller und Augenarzt
- Reinhold Braun (Maler, 1961) (* 1961), deutscher Maler
- Renate Düttmann-Braun (* 1944), deutsche Politikerin (CDU), MdL
- René Braun (1920–2010), französischer Philologe
- Richard Braun (* 1949), deutscher Pianist und Hochschullehrer
- Rick Braun (* 1955), US-amerikanischer Jazztrompeter
- Rico Braun (* 1997), deutscher Degenfechter
- Robert Braun (Schriftsteller) (1896–1972), österreichischer Schriftsteller und Bibliothekar
- Robert Braun (Astronom) (* 1956), Astronom
- Robert Braun (Maler), US-amerikanischer Maler
- Robert D. Braun, US-amerikanischer Raumfahrtingenieur und Hochschullehrer
- Robert N. Braun (1914–2007), österreichischer Mediziner
- Robin Braun (* 1996), deutscher Fußballschiedsrichter
- Roland Braun (General) (* 1953), deutscher General der Luftwaffe
- Roland Braun (Nordischer Kombinierer) (* 1972), deutscher Nordischer Kombinierer
- Rolf Braun (1929–2006), deutscher Karnevalist
- Roman Braun (* 1960), österreichischer Trainer und Autor
- Rosalie Braun-Artaria (1840–1918), deutsche Schriftstellerin und Redakteurin
- Rudi Braun (* 1960), deutscher Akkordeonist und Komponist
- Rüdiger Braun (* 1964), deutscher Fußballspieler
- Rüdiger Braun-Dullaeus (* 1963), deutscher Kardiologe und Hochschullehrer
- Rudolf von Braun (1861–1920), österreichischer Feldzeugmeister
- Rudolf Braun (Maler) (1867–1940), deutscher Landschafts- und Porträtmaler der Düsseldorfer Schule
- Rudolf Braun (Komponist) (1869–1925), österreichischer Komponist, Pianist und Musikpädagoge
- Rudolf Braun (Politiker, 1889) (1889–1975), deutscher  Unternehmer und Politiker (NSDAP)
- Rudolf Braun (Entomologe) (1910–1986), österreichischer Insektenkundler (Forstentomologe)
- Rudolf Braun (Techniker) (1920–1999), Schweizer Umwelttechniker
- Rudolf Braun (Arachnologe) (1924–1999), deutscher Zoologe, Spinnenforscher und Hochschullehrer
- Rudolf Braun (Historiker) (1930–2012), Schweizer Historiker
- Rudolf Braun (Ingenieur) (* 1947), österreichischer Ingenieur und Biotechnologe
- Rudolf Braun (Politiker, 1955) (* 1955), deutscher Politiker (CDU)
- Russell Braun (* 1965), kanadischer Sänger (Bariton)
- Ruth Braun (1919–2012), deutsche Ehrenamtlerin
- Ryan Braun (Baseballspieler, 1980) (* 1980), kanadischer Baseballspieler
- Ryan Braun (Baseballspieler, 1983) (* 1983), US-amerikanischer Baseballspieler

### S
- Sabine Braun (* 1965), deutsche Leichtathletin
- Salomon Braun (1639–1675), deutscher Mediziner
- Samuel Braun (1590–1668), Schweizer Wund- und Schiffsarzt, Ethnograf Westafrikas
- Sandrino Braun-Schumacher (* 1988), deutscher Fußballspieler
- Sara Braun (1862–1955), chilenische Unternehmerin und Philanthropin
- Scooter Braun (* 1981), US-amerikanischer Manager und Texter
- Sebastian Braun (* 1971), deutscher Sportsoziologe und Hochschullehrer
- Sebastian Till Braun (* 1978), deutscher Ökonom
- Shony Alex Braun (1924–2002), rumänisch-amerikanischer Geiger, Komponist und Schauspieler
- Sigismund II. Braun (1660–1716), österreichischer Zisterzienser
- Sigismund von Braun (1911–1998), deutscher Diplomat
- Silke Braun-Schwager (* 1969), deutsch-schweizerische Skilangläuferin
- Sixtus Braun († 1614), Stadtschreiber und Syndikus, später Bürgermeister von Naumburg
- Sophia Braun (* 2000), argentinische Fußballspielerin
- Stefan Braun (* 1964), deutscher Journalist und Autor
- Stephan Braun (Politiker) (* 1959), deutscher Politiker (SPD)
- Stephan Braun (Journalist) (* 1975), deutscher Journalist und Chefredakteur
- Stephan Braun (Musiker) (* 1978), deutscher Cellist
- Steve Braun (* 1976), kanadischer Schauspieler
- Sumiko Braun (* 1988), US-amerikanische Schauspielerin und Model
- Suzanne Braun (* 1959), französische Kunsthistorikerin
- Sylvia Braun (* 1972), deutsche Politikerin

### T
- Tamara Braun (* 1971), US-amerikanische Schauspielerin
- Taylor Braun (* 1991), US-amerikanischer Basketballspieler
- Theo Braun (Pianist) (1916–nach 1968), Schweizer Pianist
- Theo Braun (1922–2006), österreichischer Maler und Grafiker
- Theodor Braun (Politiker) (August Theodor Braun; 1802–1887), deutscher Beamter und Politiker
- Theodor Braun (Theologe, 1833) (1833–1911), deutscher Theologe
- Theodor Braun (Theologe, 1911) (1911–2010), deutscher Pfarrer und Theologe
- Thomas Braun (Pädagoge) (1814–1906), belgischer Pädagoge deutscher Herkunft
- Thomas Braun (Theologe) (Pseudonym Peter Paul Frank; 1815–1864), deutscher Theologe und Schriftsteller
- Thomas Braun (Schriftsteller) (1876–1961), belgischer Jurist und Schriftsteller
- Thomas Braun (Mediziner) (* 1961), deutscher Mediziner und Biochemiker
- Thomas Braun (Chemiker) (* 1968), deutscher Chemiker und Hochschullehrer
- Thomas Braun (General), deutscher General der Bundeswehr
- Tibor Braun (1932–2022), ungarischer Chemiker und Wissenschaftsforscher
- Toni Braun (1876–1911), österreichischer Theaterschauspielerin und Sängerin

### U
- Ueli Braun (* 1951), Schweizer Veterinärmediziner
- Uli Braun (* 1962), deutscher Grafikdesigner und Hochschullehrer
- Ulrich Braun (Fußballspieler) (1941–2023), deutscher Fußballspieler
- Ulrich Müller-Braun (* 1956), deutscher Autor
- Ulu Braun (* 1976), deutscher bildender Künstler und Filmemacher
- Ursula Braun (Schauspielerin) (1921–1984), deutsche Schauspielerin
- Ursula Braun-Moser (1937–2022), deutsche Politikerin (CDU)
- Ute Küppers-Braun, deutsche Historikerin und Hochschullehrerin
- Uwe Braun (* 1954), deutscher Geobotaniker, Mykologe und Hochschullehrer

### V
- Vanessa Braun (* 1998), deutsche Leichtathletin
- Victor Braun (Sänger) (1935–2001), kanadischer Sänger (Bariton)
- Viktor Braun (Schauspieler) (1899–1971), österreichischer Schauspieler und Hörspielsprecher
- Vitali Braun (* 1984), deutscher Schachspieler
- Vittoria Braun (* 1948), deutsche Medizinerin und Hochschullehrerin
- Volker Braun (* 1939), deutscher Schriftsteller
- Volkmar Braun (* 1938), deutscher Molekularbiologe

### W
- Waldemar Braun (1877–1954), deutscher Unternehmer
- Walter Braun (Verwaltungsjurist) (1884–1933), deutscher Verwaltungsjurist und Landrat
- Walter Braun (Geistlicher) (1892–1973), deutscher evangelischer Geistlicher und Superintendent
- Walter Braun (Heimatforscher) (1905–1977), deutscher Politiker und Heimatpfleger
- Walter Braun (Politiker, 1913) (1913–1989), deutscher Politiker, bayerischer Senator
- Walter Braun (Fußballspieler) (* 1925), deutscher Fußballspieler
- Walter Braun (Entomologe) (1929–2005), deutscher Chemiker und Entomologe
- Walter Braun (Politiker, 1930) (1930–2019), deutscher Politiker (CDU)
- Walter Günther-Braun (1874–1947), deutscher Sänger (Tenor)
- Walther Braun (Pseudonym Kuhne Itter; 1893–1962), deutscher Mundartdichter, Redensartensammler und Publizist
- Waltraud Braun (1918–1987), deutsche Dermatologin
- Wendy Braun (* 1970), US-amerikanische Schauspielerin
- Werner Braun (Fotojournalist) (1918–2018), israelischer Fotojournalist
- Werner Braun (Musikwissenschaftler) (1926–2012), deutscher Musikwissenschaftler
- Werner Braun (Ingenieur, 1944) (* 1944), deutscher Ingenieur, Hochschullehrer und Industriemanager
- Werner Braun (Ingenieur, 1967) (* 1967), rumänischdeutscher Ingenieur, Manager und Unternehmer
- Wernher von Braun (1912–1977), deutschamerikanischer Raketen-Konstrukteur
- Wilhelm von Braun (Politiker) (1790–1872), deutscher Staatsminister
- Wilhelm Braun (Oboist) (1796–1867), deutscher Oboist
- Wilhelm von Braun (Schriftsteller) (1813–1860), schwedischer Schriftsteller
- Wilhelm Braun (Bildhauer) (1880–1945), deutscher Bildhauer
- Wilhelm Braun (Politiker, 1881) (1881–1966), deutscher Politiker (DNVP)
- Wilhelm von Braun (Jurist) (1883–1941), deutscher Jurist und Diplomat
- Wilhelm Braun (Landrat) (1887–1942), deutscher Landrat
- Wilhelm Braun (Politiker, 1887) (1887–1971), deutscher Politiker (CDU)
- Wilhelm Braun (Bibliothekar) (1889–1974), deutscher Bibliothekar und Historiker
- Wilhelm Braun (Skilangläufer) (1897–1969), deutscher Skilangläufer
- Wilhelm Braun (Maler) (1906–1986), deutscher Maler
- Wilhelm Braun (Germanist) (1929–2010), deutscher Germanist
- Wilhelm Braun-Elwert (1915–2006), deutscher Buchhändler und Verleger
- Wilhelm Braun-Feldweg (1908–1998), deutscher Industriedesigner
- Wilhelm Mensing-Braun (1899–1967), österreichischer Theologe
- Wilhelm Hans Braun (Maler) (1873–1938), österreichischer Maler
- Wilhelm Hans Braun (Heimatforscher) (1910–1995), deutscher Lehrer und Heimatforscher
- Willi Braun (* 1944), deutscher Badmintonspieler
- Willibald Braun (1882–1969), deutscher Architekt
- Win Braun (1955–2017), deutscher Künstler
- Wolfgang Braun (Architekt) (1939–2024), deutscher Architekt (Braun & Säckl)
- Wolfgang Braun (Botaniker) (1935–2016), deutscher Botaniker
- Wolfgang Braun (Politiker) (1939–2016), deutscher Jurist und Politiker (CDU, DSU)
- Wolfgang Braun (Handballspieler) (* 1944), deutscher Handballspieler
- Wolfgang Braun (Filmproduzent) (* 1953), deutscher Filmproduzent und Manager
- Wunibald Braun (1839–1912), deutscher Industrieller

### Y
- Yaël Braun-Pivet (* 1970), französische Rechtsanwältin, Aktivistin und Politikerin
- Yehezkel Braun (1922–2014), israelischer Komponist

### Z
- Zev Braun (1928–2019), US-amerikanischer Filmproduzent